# Allerford
Allerford è un villaggio inglese nella contea del Somerset, all'interno del Parco nazionale di Exmoor, e fa parte della parrocchia civile di Selworthy nel distretto di Somerset; compare sul Domesday Book come "Alresford – forda Ralph de Limesy Mill".
La parrocchia era parte della centena di Carhampton.

## Descrizione
Una delle attrazioni principali del villaggio, che è il più fotografato, è il packhorse bridge (ponte a dorso d'asino) sul fiume Aller dal quale il villaggio prende il nome e che si ritiene che sia di origine medievale. Si trova vicino al New Bridge (Ponte Nuovo) dove la strada A39 attraversa il fiume Horner. 
Le due arcate sotto cui scorre il fiume sono ampie 5,5 m e alte 2,4 m con un pilone centrale largo 1,2 m. Originariamente il ponte era largo 3,7 m ma nel 1866 ne fu affiancato un altro ampio 1,8 m. Il ponte a dorso d'asino è un monumento storico ed è stato inserito nel registro delle opere antiche a rischio.
Anche il New Bridge di Allerford, su cui passa la strada A39 che attraversa villaggio, è stato definito monumento antico ed è monumento classificato di II grado e rientra anch'esso nel registro delle opere antiche a rischio, a causa dei danni che potrebbero venir provocati dai veicoli che lo percorrono e dall'erosione.
Il villaggio ospita anche l'Allerford House, casa d'infanzia dell'ammiraglio John Moresby, che esplorò la linea costiera della Nuova Guinea e da cui prende il nome Port Moresby, la capitale della Papua New Guinea. 
Tra le architetture tradizionali del villaggio vi sono antichi cottage, una forgia e una vecchia cabina telefonica. Vi è anche una sala di lettura, fatta costruire dalla nobile famiglia Acland, per promuovere la formazione degli adulti del villaggio.
Uno dei cottage ospitò la scuola elementare tra il 1821 e il 1981 prima di venir adibito a sede del Museo della Vita Rurale del West Somerset, che ospita anche un archivio fotografico, e della Scuola Vittoriana.